# Dendropsophus nahdereri
Dendropsophus nahdereri är en groddjursart som först beskrevs av Lutz och Werner C.A. Bokermann 1963.  Dendropsophus nahdereri ingår i släktet Dendropsophus och familjen lövgrodor. IUCN kategoriserar arten globalt som livskraftig. Inga underarter finns listade i Catalogue of Life.